# Liste der Monuments historiques in Villeneuve-d’Amont
Die Liste der Monuments historiques in Villeneuve-d’Amont führt die Monuments historiques in der französischen Gemeinde Villeneuve-d’Amont auf.

## Liste der Objekte
| Bezeichnung                          | Beschreibung                                                                   | Standort                        | Kennzeichnung | Schutzstatus | Datum | Bild |
| ------------------------------------ | ------------------------------------------------------------------------------ | ------------------------------- | ------------- | ------------ | ----- | ---- |
| Hauptaltar                           | Altartisch und Tabernakel; Holz, farbig gefasst und vergoldet, 18. Jahrhundert | in der Kirche St-Antoine (Lage) | PM25001426    | Classé       | 1979  |      |
| Gemälde Rosenkranzmadonna            | Ölfarbe auf Leinwand, 18. Jahrhundert                                          | in der Kirche St-Antoine (Lage) | PM25001427    | Classé       | 1979  |      |
| Antoniusreliquiar                    | ehemaliger Tabernakel; Holz, farbig gefasst und vergoldet, 18. Jahrhundert     | in der Kirche St-Antoine (Lage) | PM25001752    | Inscrit      | 1979  |      |
| Kanzel                               | Holz, 19. Jahrhundert                                                          | in der Kirche St-Antoine (Lage) | PM25002486    | Inscrit      | 1979  |      |
| 15 Kirchenbänke                      | Holz, 19. Jahrhundert                                                          | in der Kirche St-Antoine (Lage) | PM25002487    | Inscrit      | 1979  |      |
| Schrank                              | Holz, 19. Jahrhundert                                                          | in der Kirche St-Antoine (Lage) | PM25002488    | Inscrit      | 1979  |      |
| Beichtstuhl                          | Holz, 19. Jahrhundert                                                          | in der Kirche St-Antoine (Lage) | PM25002489    | Inscrit      | 1979  |      |
| Tabernakel                           | Holz, farbig gefasst und vergoldet, 18. oder 19. Jahrhundert                   | in der Kirche St-Antoine (Lage) | PM25002490    | Inscrit      | 1979  |      |
| Skulptur Heiliger Antonius der Große | Holz, 18. Jahrhundert                                                          | in der Kirche St-Antoine (Lage) | PM25002491    | Inscrit      | 1979  |      |
| Skulptur Maria immaculata            | Holz, farbig gefasst und vergoldet, 19. Jahrhundert                            | in der Kirche St-Antoine (Lage) | PM25002492    | Inscrit      | 1979  |      |
| Gemälde einer betenden Heiligen      | Ölfarbe auf Leinwand, 1829 von Adèle Chavassieu d’Audebert                     | in der Kirche St-Antoine (Lage) | PM25002493    | Inscrit      | 1979  |      |
| Gemälde Mater dolorosa               | Ölfarbe auf Leinwand, zweite Hälfte des 19. Jahrhunderts; nach Paul Delaroche  | in der Kirche St-Antoine (Lage) | PM25002494    | Inscrit      | 1979  |      |
| Gemälde Heiliger Isidor              | Ölfarbe auf Leinwand, 19. Jahrhundert                                          | in der Kirche St-Antoine (Lage) | PM25002495    | Inscrit      | 1979  |      |
| Gemälde Heiliger Franz Xaver         | Ölfarbe auf Leinwand, 19. Jahrhundert                                          | in der Kirche St-Antoine (Lage) | PM25002496    | Inscrit      | 1979  |      |
| Gemälde Madonna mit Kind             | Ölfarbe auf Leinwand, 19. Jahrhundert                                          | in der Kirche St-Antoine (Lage) | PM25002497    | Inscrit      | 1979  |      |